# Rodolfo Valss
Rodolfo Valss (Buenos Aires (Argentina), 7 de noviembre de 1956) es un actor, locutor, personalidad de la televisión argentina y cantante de comedia musical.
Valss es reconocido por ser la voz en off del reality show Gran Hermano (Argentina) desde su primera emisión por Telefé en el año 2001.

## Biografía
Rodolfo Valss ha trabajado en teatro musical, así como en cine y televisión en la Argentina.
Nació y se crio en Buenos Aires. A los 16 años, comenzó su formación musical en el Conservatorio Nacional de Música (Argentina) vinculándose con Astor Piazzola.
En el año 1979 inició su carrera como actor, cuando a los 19 años, motivado por un amigo, participó en una audición para el musical A Chorus Line en el Teatro El Nacional. Sin experiencia previa, interpretó la canción "Old Man River" de Paul Robeson, acompañado por el pianista Victor Díaz Vélez. María Creuza, presente en la audición, halagó su actuación. Aunque no fue seleccionado para el musical, un asistente del productor teatral Alejandro Romay lo invitó a formar parte del ensamble de El diluvio que viene protagonizada por José Ángel Trelles. Posteriormente cursó talleres de técnica corporal, danza jazz y actuación.
En televisión intervino en los programas Operación Triunfo (Argentina) conducido por Alejandro Wiebe, Sin Código emitido por El Trece, ¿Quién es el jefe?, Se dice amor y Gran Hermano (Argentina) emitidos por Telefé. También estuvo de invitado en programas de entretenimientos como Hacete de Oliva conducido por Laura Oliva emitido por Canal de la Ciudad.
En cine prestó su voz para la película documental Oro nazi en Argentina dirigida por Rolo Pereyra.
En teatro actuó con figuras de la talla de Violeta Rivas, Susana Giménez, Nacha Guevara, Pepe Cibrián Campoy, China Zorrilla, Domingo Basile Valeria Lynch, Elena Roger y María Rosa Fugazot. Actuó en las obras El diluvio que viene, Annie, La Calle 42, El hombre de La Mancha, La Bella y la Bestia, Los Miserables, Chicago y Sunset Boulevard.
Multipremiado artista, recibió entre otros galardones: Premio ACE (Argentina), Premio Florencio y Premio Kónex.

## Televisión
- 2001/ 2024: Gran Hermano (Argentina)
- 2003/ 2004: Operación Triunfo (Argentina)
- 2004: Sin Código
- 2005: ¿Quién es el jefe?
- 2006: Se dice amor

## Teatro
- 2022: Un ritual
- 2018: Sunset Boulevard (musical)
- 2016: Edipo y Yocasta
- 2015: Ghost (musical)
- 2014: La nota mágica
- 2014: Sres y Sres del Musical
- 2011: La novicia rebelde (musical)
- 2010: La bella y la bestia (musical)
- 2009: Caravan, tha jazz musical
- 2008/2009: Eva, el gran musical argentino
- 2006: El Jorobado de París
- 2005/2006: El hombre de la mancha
- 2004: Te quiero sos perfecto, cambia
- 2004: El Principito
- 2003: Discepolin y Yo
- 2002: Orestes, Last tango
- 2001: Chicago (musical)
- 2000: Los Miserables (musical)
- 1998/ 1999: La bella y la bestia (musical)
- 1998/ 1999: Cenicienta
- 1993: La zapatera prodigiosa
- 1992: La loca de la colina de caballito
- 1991: Irma la dulce
- 1990: Calle 42
- 1989: El diluvio que viene
- 1988: Tango, Tango
- 1986/1987: Eva, el gran musical argentino
- 1984/1985: La Mujer del Año
- 1982: Annie (musical)
- 1979/1983/1988: El diluvio que viene

## Cine
- 2004: Oro nazi en Argentina

## Premios
- Premio Konex 2001: Actor de Musical por Chicago (musical)

- Premio Florencio 2002: Mejor Actor en Comedia Musical por Chicago (musical)

- Premios ACE 2009: Mejor actuación masculina en musical, music hall y/o café concert por Eva, el gran musical argentino

- Premio Konex 2011: Intérprete Masculino de Musical

- Premios Hugo al Teatro Musical 2018: Mejor actuación de reparto masculina por Sunset Boulevard (musical)

## Nominaciones
- 2010: Premios Hugo al Teatro Musical  al Mejor Actor de Reparto por La bella y la bestia (musical)